# Sainte-Fauste
Sainte-Fauste település Franciaországban, Indre megyében. Lakosainak száma 260 fő (2022. január 1.). Sainte-Fauste Brives, Diors, Mâron, Neuvy-Pailloux, Thizay és Vouillon községekkel határos.

## Népesség
A település népessége az elmúlt években az alábbi módon változott:
| Lakosok száma | 256  | 230  | 229  | 258  | 285  | 276  | 274  | 270  | 266  | 260  |
|               | 1968 | 1982 | 1990 | 2006 | 2013 | 2015 | 2017 | 2019 | 2020 | 2022 |